# Кентвин
Кентвин (англ. Centwine; умер в 686) — король Уэссекса (676—685).

## Биография
Кентвину, сыну Кинегильса, очевидно, удалось восстановить единство Уэссекса. Однако Беда Достопочтенный включал годы его правления в десятилетие, когда у власти находились мелкие «царьки», и переходил в своём повествовании от Кенвала сразу к Кэдвалле.
Кентвин продолжил начатое Кенвалом наступление на бриттов. Одержав победу над корнуольцами в 682 году, он захватил Девон и оттеснил бриттов к самому морю. Некоторые исторические источники сообщают, что большую часть жизни Кентвин оставался язычником, но потом крестился, стал патроном церкви и ушёл в монастырь, отрёкшись от престола. Вероятно, его отречение было обусловлено чрезмерным стремлением Кэдваллы к власти. Существует также точка зрения, согласно которой Кентвин был свергнут Кэдваллой.